# Pseudochromis dutoiti
Pseudochromis dutoiti is een straalvinnige vissensoort uit de familie van dwergzeebaarzen (Pseudochromidae). De wetenschappelijke naam van de soort is voor het eerst geldig gepubliceerd in 1955 door Smith.